# Färöische Fußballmeisterschaft 1972
Die Färöische Fußballmeisterschaft 1972 wurde in der Meistaradeildin genannten ersten färöischen Liga ausgetragen und war insgesamt die 30. Saison. Sie startete am 23. April 1972 mit dem Spiel von ÍF Fuglafjørður gegen KÍ Klaksvík und endete am 10. September 1972.
Meister wurde KÍ Klaksvík, die den Titel somit zum 15. Mal erringen konnten. Titelverteidiger HB Tórshavn landete auf dem zweiten Platz. Sowohl KÍ als auch HB blieben über die gesamte Spielzeit ungeschlagen.
Im Vergleich zur Vorsaison verschlechterte sich die Torquote auf 4,43 pro Spiel. Den höchsten Sieg erzielten jeweils mit einem 8:0 HB Tórshavn im Heimspiel gegen ÍF Fuglafjørður sowie KÍ Klaksvík im Heimspiel gegen VB Vágur. Das torreichste Spiel absolvierten ÍF Fuglafjørður und VB Vágur mit einem 6:4.

## Modus
In der Meistaradeildin spielte jede Mannschaft an zehn Spieltagen jeweils zwei Mal gegen jede andere. Die punktbeste Mannschaft zu Saisonende stand als Meister dieser Liga fest, eine Abstiegsregelung gab es nicht.

## Saisonverlauf
KÍ Klaksvík und HB Tórshavn duellierten sich um die Meisterschaft. Die erste Begegnung zwischen beiden Mannschaften endete in Klaksvík mit 1:1. Nach sechs Spielen lagen beide mit jeweils einem weiteren Unentschieden punktgleich an der Spitze. Durch ein 3:3-Unentschieden von HB im Auswärtsspiel gegen TB Tvøroyri erreichte KÍ einen Punkt Vorsprung, der bis zum Saisonende verteidigt werden konnte. Am letzten Spieltag kam es in Tórshavn zum direkten Duell zwischen beiden Teams, das 1:1 ausging, womit KÍ als Meister feststand.

## Abschlusstabelle
| Pl. | Verein             | Sp. | S | U | N | Tore    | Quote | Punkte |
| --- | ------------------ | --- | - | - | - | ------- | ----- | ------ |
| 1.  | KÍ Klaksvík        | 10  | 7 | 3 | 0 | 030:400 | 7,50  | 17:30  |
| 2.  | HB Tórshavn (M, P) | 10  | 6 | 4 | 0 | 041:100 | 4,10  | 16:40  |
| 3.  | B36 Tórshavn       | 10  | 5 | 2 | 3 | 017:100 | 1,70  | 12:80  |
| 4.  | TB Tvøroyri        | 10  | 4 | 1 | 5 | 022:190 | 1,16  | 09:11  |
| 5.  | VB Vágur           | 10  | 2 | 0 | 8 | 011:380 | 0,29  | 04:16  |
| 6.  | ÍF Fuglafjørður    | 10  | 1 | 0 | 9 | 012:520 | 0,23  | 02:18  |

Platzierungskriterien: 1. Punkte – 2. Torquotient
| (M) | Meister 1971     |
| (P) | Pokalsieger 1971 |

## Spiele und Ergebnisse
|                 | B36 | HB  | ÍF  | KÍ  | TB  | VB  |
| --------------- | --- | --- | --- | --- | --- | --- |
| B36 Tórshavn    |     | 2:2 | 4:0 | 0:0 | 2:1 | 1:0 |
| HB Tórshavn     | 2:0 |     | 8:0 | 1:1 | 6:0 | 8:1 |
| ÍF Fuglafjørður | 2:6 | 1:7 |     | 1:6 | 0:3 | 6:4 |
| KÍ Klaksvík     | 1:0 | 1:1 | 7:0 |     | 2:1 | 8:0 |
| TB Tvøroyri     | 2:1 | 3:3 | 5:1 | 0:1 |     | 5:0 |
| VB Vágur        | 0:1 | 1:3 | 2:1 | 0:3 | 3:2 |     |

## Spielstätten
| Mannschaft      | Stadion        | Spielort     |
| --------------- | -------------- | ------------ |
| B36 Tórshavn    | Gundadalur     | Tórshavn     |
| HB Tórshavn     | Gundadalur     | Tórshavn     |
| ÍF Fuglafjørður | Í Fløtugerði   | Fuglafjørður |
| KÍ Klaksvík     | Við Djúpumýrar | Klaksvík     |
| TB Tvøroyri     | Sevmýri        | Tvøroyri     |
| VB Vágur        | Á Eiðinum      | Vágur        |

## Nationaler Pokal
Im Landespokal gewann HB Tórshavn mit 6:1 gegen B36 Tórshavn. Meister KÍ Klaksvík schied bereits in der Qualifikationsrunde mit 1:2 gegen B36 Tórshavn aus.